# Raiffeisenlandesbank Oberösterreich
Die Raiffeisenlandesbank Oberösterreich AG (RLB OÖ) ist ein im Jahr 1900 gegründetes Kreditinstitut mit Unternehmenssitz in Linz. Sie ist das Spitzeninstitut der Raiffeisen Bankengruppe in Oberösterreich und die größte der acht Landeszentralbanken in Österreich.

## Aufbau und Struktur
Eigentümer der Raiffeisenlandesbank Oberösterreich Aktiengesellschaft sind die oberösterreichischen Raiffeisenbanken, die wiederum genossenschaftlich organisiert sind. Eigentümer der Raiffeisenbanken sind die Menschen in der Region, die sogenannten Miteigentümer.
Zum Konzern der Raiffeisenlandesbank OÖ gehören viele starke Tochterunternehmen sowie rund 350 Unternehmensbeteiligungen, die sowohl direkt als auch über Private Equity Gesellschaften gehalten werden. Unter den Direktbeteiligungen befinden sich international tätige Unternehmen und Konzerne wie z. B. die voestalpine AG, AMAG Austria Metall AG, Energie AG Oberösterreich, VIVATIS Holding AG oder efko Frischfrucht und Delikatessen GmbH. Hier nimmt die Raiffeisenlandesbank OÖ insbesondere die Rolle als stabiler heimischer Kernaktionär wahr.

## Geschichte
Die Bank wurde vor rund 125 Jahren als Geldausgleichsstelle gegründet.
Am 18. Oktober 1974 wurde der Standort am Südbahnhofmarkt unter dem Namen Raiffeisen Zentralkasse bezogen. Als Architekten des Gebäudes firmieren der Linzer Dombaumeister Gottfried Nobl sowie Erich Scheichl und Franz Treml. In den darauffolgenden Jahren erweiterte sich das Tätigkeitsfeld der Raiffeisen Zentralkasse und ein Standortausbau erfolgte. 1988 firmierte sie von Raiffeisen Zentralkasse Oberösterreich in Raiffeisenlandesbank Oberösterreich um. Ein Jahr später folgte des Spatenstich für den Erweiterungsbau am Linzer Südbahnhof, der 1990 fertiggestellt wurde. Im gleichen Jahr eröffnete eine Repräsentanz in Budweis.
1991 eröffnete die Bank eine Niederlassung in Passau. Mittlerweile verfügt die Raiffeisenlandesbank OÖ in Bayern und Baden-Württemberg über neun Niederlassungen: Augsburg, Passau, Nürnberg, München, Regensburg, Würzburg, Ulm, Heilbronn und Stuttgart. 2008 erhielt sie die Auszeichnung „Bank des Jahres“ im Rahmen des Wettbewerbs Großer Preis des Mittelstandes.
In Tschechien wurde 1993 die Raiffeisenbank a.s. gegründet, an der die Raiffeisenlandesbank OÖ beteiligt ist. Eine weitere Sparte entstand 1995 mit Gründung der Privat Bank AG, die Kunden gehobenes Private Banking und viele spezielle Dienstleistungen bietet. 1998 wurde die Kepler Fonds KAG ins Leben gerufen. Die Raiffeisenlandesbank OÖ wurde 2004 in eine Aktiengesellschaft umgewandelt.
Im Herbst 2021 wurde die Fusion mit der Salzburger Landes-Hypothekenbank durchgeführt.
Seit 1. Mai 2025 ist Reinhard Schwendtbauer Generaldirektor und Vorstandsvorsitzender der Raiffeisenlandesbank Oberösterreich. Sein Vorgänger war Heinrich Schaller, der das Institut von 2012 bis 2025 leitete.